# Hauraton

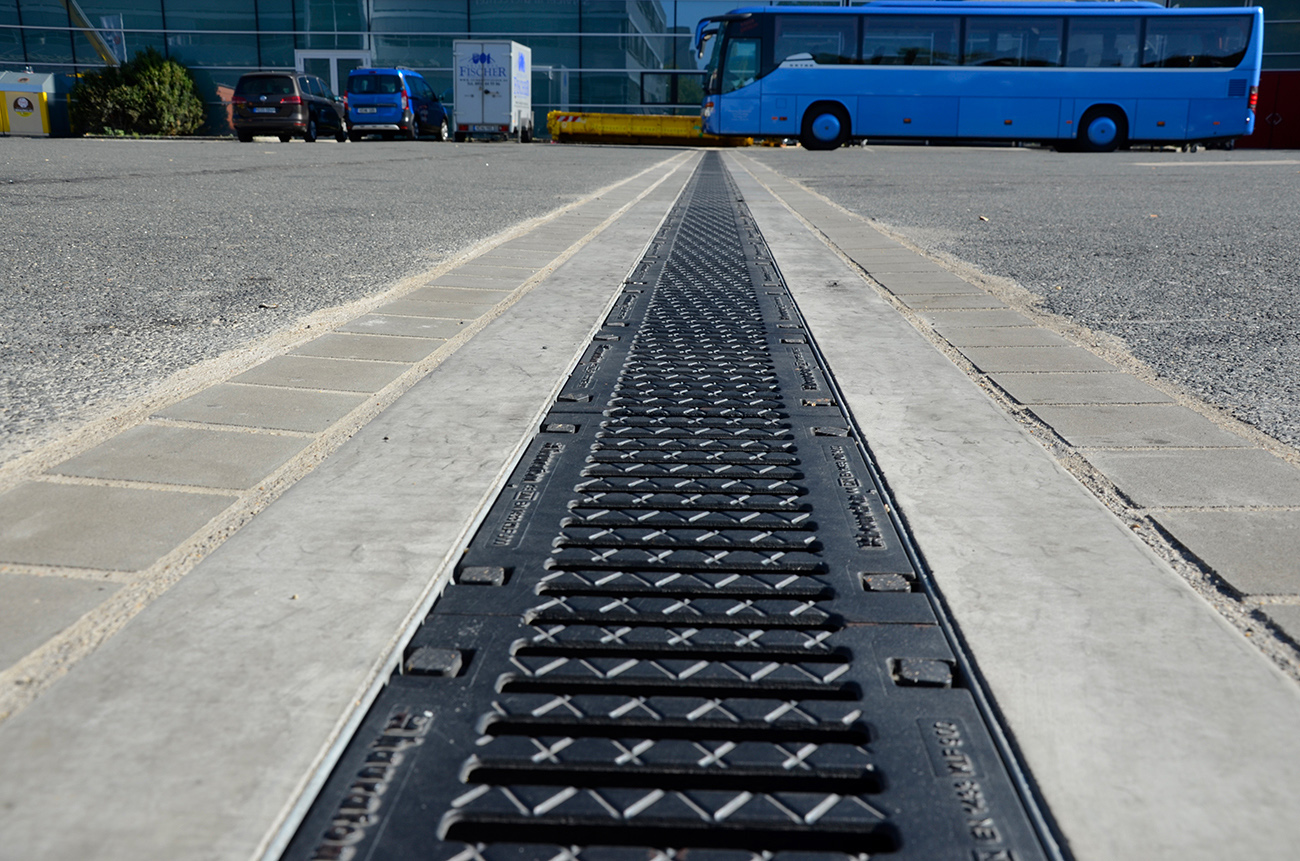
Eine Entwässerungsrinne von Hauraton

Hauraton ist ein baden-württembergischer Hersteller von Entwässerungselementen.

## Geschichte
Im Jahr 1956 wurde die Hauger & Jägel Betonwarenfabrik in Rastatt von Karl Hauger gegründet, der sieben Jahre zuvor aus Kriegsgefangenschaft zurückgekehrt war. Von Beginn an wurden Ablaufrinnen aus Betonfertigteilen produziert, die vornehmlich in der Landwirtschaft verwendet wurden. Im weiteren Verlauf der Unternehmensentwicklung spezialisierte man sich auf Entwässerungsrinnen und produzierte ab der Mitte der 1960er Jahre Rinnen aus Beton für Tiefbaubelastungen. In den 1990er Jahren begann man zunehmend mit der Herstellung von Produkten aus Kunststoff.

## Produktprogramm
Zum Produktprogramm zählen Entwässerungsrinnen aus Beton und Kunststoff mitsamt zugehörigen Artikeln wie Abdeckungen, Einlaufkästen, Filtersubstrat etc. zur Verwendung im Tiefbau, im Garten- und Landschaftsbau und im Bau von Sportstätten. Entwässerungskonzepte des Unternehmens fanden unter anderem im Luschniki-Stadion, auf dem Gelände des Raumfahrtzentrums Guayana (Abschussbasis Ariane 6) und vor dem Mercedes-Benz Museum in Stuttgart Anwendung. Für ein Rinnensystem des Herstellers wurde der Umwelttechnikpreis 2019 Baden-Württemberg in der Kategorie „Emissionsminderung, Aufbereitung und Abtrennung“ verliehen.

## Unternehmensstruktur
Das Familienunternehmen unterhielt 2018 neben seinem Hauptsitz in Rastatt und seinem Produktions- und Logistikstandort in Ötigheim 18 Niederlassungen in Europa und auf der Arabischen Halbinsel. Weitere Verkaufsbüros und Handelspartner besorgen den Vertrieb in Europa, Asien, Nord- und Südamerika sowie Australien und Ozeanien.